# Dysalotus
Dysalotus és un gènere de peixos marins oceànics de la família dels quiasmodòntids i de l'ordre dels perciformes.

## Distribució geogràfica
Es troba a les aigües tropicals i subtropicals dels oceans Atlàntic (Cap Verd), Índic i Pacífic (el Japó, Papua Nova Guinea, Austràlia -Nova Gal·les del Sud i Tasmània-, Nova Zelanda, les illes Hawaii i Mèxic -Baixa Califòrnia-).

## Taxonomia
| Dysalotus (MacGilchrist, 1905) | \| \| Dysalotus alcocki (MacGilchrist, 1905)[22] \| \| \| \| \| \| Dysalotus oligoscolus (Johnson & Cohen, 1974)[23][24][25][26][27][28][29][30][31][32][33] \| \| \| \| |
|                                | \| \| Dysalotus alcocki (MacGilchrist, 1905)[22] \| \| \| \| \| \| Dysalotus oligoscolus (Johnson & Cohen, 1974)[23][24][25][26][27][28][29][30][31][32][33] \| \| \| \| |
|                                | Chiasmodon |
|                                | |
|                                | Kali |
|                                | |
|                                | Pseudoscopelus |
|                                | |
|                                | Dysalotus alcocki (MacGilchrist, 1905) |
|                                | |
|                                | Dysalotus oligoscolus (Johnson & Cohen, 1974) |
|                                | |

|  | Dysalotus alcocki (MacGilchrist, 1905)        |
|  |                                               |
|  | Dysalotus oligoscolus (Johnson & Cohen, 1974) |
|  |                                               |